# Pördefölde, Zala
Pördefölde  este un sat în districtul Lent, județul Zala, Ungaria, având o populație de 57 de locuitori (2011). 

## Demografie
Componența etnică a satului Pördefölde
     Maghiari (100%)
Componența confesională a satului Pördefölde
     Romano-catolici (64,91%)
     Fără religie (8,77%)
     Necunoscută (26,32%)
Conform recensământului din 2011, satul Pördefölde avea 57 de locuitori. Din punct de vedere etnic, majoritatea locuitorilor (100,0%) erau maghiari.  Din punct de vedere confesional, majoritatea locuitorilor (64,91%) erau romano-catolici, cu o minoritate de persoane fără religie (8,77%). Pentru 26,32% din locuitori nu este cunoscută apartenența confesională.